# 預知夢 (小說)
《預知夢》是日本作家東野圭吾的短篇推理小說集，也是「伽利略系列」的第二本小說。2000年6月於文藝春秋出版，2003年8月發行文春文庫版。
本作是連續劇版（神探伽利略）的原作故事之一。從本作開始，除了以科學知識外，也會以邏輯推理來解決案件。故事講述物理學家湯川應大學同期的警視廳警察草薙俊平的請求協助搜查，而調查的時候，湯川可以在警察陪同下進入一般人不能進入到被害現場取證，或是到訪嫌疑人的家裡問話。
與同系列前作偵探伽利略著重於物理上的不可能相比，本作多出了靈異色彩。但在物理學家眼中，這些都仍是物理所能解釋的現象。

## 故事簡介
關於湯川學、草薙俊平等人物請參看「伽利略系列－登場人物」。

### 第一章
- 副標題：做夢（夢想る）

某個男子深夜入侵了位於世田谷的某個宅邸。這個家的母親察覺到動靜，拿起獵槍向入侵者開槍。男子逃離現場時還引發了交通肇事逃逸事故而被警方逮捕。男子雖承認罪行，但他聲稱自己入侵宅邸的理由是「他和住在那裡的名叫『森崎禮美』的女孩在17年前就注定要在一起」。然後似是要證明這番話似的，該男子從小學開始的作文全部都有提到這個女孩的名字，但17年前這個女孩還未出生，而且男子和這個家也沒有關聯。這究竟是「預知夢」？還是偶然的一致？還是…… 草薙為此拜訪湯川，湯川也對男子當日收到的邀請信有興趣，於是協助調查。然後湯川憑藉嫌疑人家裡的一幅畫，開始推導出案件背後的真相。事出必有因，偶然寓於必然。

### 第二章
- 副標題：視靈（霊視る）

下午一點，在公寓的一間房間裡一具被扼死的女性屍體被與其在同一家店工作的女人發現。當時她還目擊到從現場逃走的男人的側臉，於是報警。不久該男人被逮捕，男人承認犯罪，並供述自己是一時衝動才扼死了對方。
但是在與死者被殺害的時間幾乎同時，有人目擊到死者的身影出現在別處。目擊者為死者的戀人，案發當時他正在給身為朋友的嫌疑人家裡看門，但在深夜看到死者出現在窗外。知道死者正在避開嫌疑人的他，覺得她前來嫌疑人家外有點不尋常，於是打電話給死者，之後屍體就被發現了。為解開此不尋常的現象，草薙求助於湯川，湯川也對死者的頭和手上的傷痕有興趣，於是答應協助。之後湯川憑藉房間內的某個痕跡，推理出這是可以重組案件真相的鐵證。視覺上的靈異現象是機緣巧合，卻非偶然。

### 第三章
- 副標題：靈動（騒霊ぐ）

草薙在休息日受姐姐森下百合所託，去幫助一位女性。這位女性是百合朋友的妹妹，她的丈夫在5日前失踪，而且丈夫常去探望的老婆婆最近也過世了。草薙對此事無法以警察身份行動，於是唯有敷衍應付。但兩週後草薙接到她的電話，聽到了不可思議的事。那位女性一直在觀察死去的老婆婆的家，據她所說，如今住在那個家裡的老婆婆的侄子兩夫婦，每晚8點一定會出門。當晚，草薙秘密跟踪他們，發現他們出門後什麼也沒幹然後就回家了。但是在那家人出門期間，站在老婆婆家前面的女性驚恐地說道「聽到家中好像有東西在動」。究竟她的丈夫是否被禁錮在那個家中呢？草薙等人在第二天同一時刻潛入了老婆婆家裡，突然，屋中劇烈地震盪起來……
陷入混亂的草薙向討厭靈異話題的湯川求助，湯川分析這種現象「存在比表面現象更重要的東西」。死者造成的振動，並不一定就是靈動。

### 第四章
- 副標題：絞殺（絞殺る）

在賓館的房間裡發現了一具男性屍體。屍體上有細繩的勒痕，警方向著勒殺的方向展開調查。但是屍體躺臥的床側的地毯上有燒焦的痕跡，而且屍體上沿著勒痕的皮膚都綻開了。負責偵查的草薙覺得這對於勒殺來說很不自然，於是請湯川到現場協助。案發當日死者說要去討回以前借出的錢而出門。此外現場雖留有兇手遺留的罐裝咖啡和煙蒂，但仍難以確定兇嫌是誰。另一方面，警察發現了死者最近幾個月內投了很多的人身保險，於是向死者的妻子調查，調查之下發現她在死者死亡的時間段內沒有不在場證明。接著為了調查，湯川和草薙到訪死者的工廠並發現了某樣加工用物品。
然而一週後，死者妻子聲稱自己找到完美的不在場證明。再次造訪死者家的草薙從死者女兒口中得知在案發前一晚她看到了「鬼火」。調查重新回到起點，為驗證案件的手法，草薙打電話給湯川。當湯川聽到鬼火的事時，說道「的確很有趣，太奇妙了」。然後第二日在第十三研究室展開了令人震驚的詭計分析，找出絞殺的真相。

### 第五章
- 副標題：預知（予知る）

一個女人在公寓的房間裡上吊死亡。和該女人有婚外情的男人則住在對面的另一棟公寓，拉開窗簾的話可以看清對面房間。女人死前曾打電話給男人說「不和老婆離婚的話就作好心理準備吧」，然後當著男人的面前用鋼管衣架上吊自殺。
然而調查的警察卻從住在男人隔壁的女鄰居口中聽到了不可思議的話。女鄰居的女兒在案發兩天前曾看到那個女人在同一間房間裡上吊。這個少女難道預知了死者的自殺嗎？聽到同僚這番話的草薙強行帶上湯川一起搜查。少女對他們說她在兩三天前的晚上醒了過來，打開窗簾就看到女人在上吊，然後就昏過去了。但第二天她卻看到那個女人在陽台上笑著打電話。從少女的話中湯川推斷這是一宗「弄假成真」的自殺，看似預知，實為預演。並且推導出真凶的手法。

## 登場人物
第一章
- 森崎 禮美（Morisaki Remi）

16歲的女高中生，坂木相信「命中註定在一起」的女孩。因而非常害怕。
- 坂木 信彥（Sakaki Nobuhiko）

27歲，入侵住宅並交通肇事逃逸的嫌疑人，從以前開始就纏著禮美。小學時有輕度自閉，擅長繪畫。
- 森崎 由美子（Morisaki Yumiko）

禮美的母親，女兒的名字是她起的。向入侵的坂木開槍，除了為了保護禮美外似乎還有別的含義。
- 森崎 敏夫（Morisaki Toshio）

禮美的父親，進出口貿易公司社長。案發當日在海外出差，無法抑制對坂木的憤怒。
- 中本（Nakamoto）

坂木小學的同班同學。被坂木入侵「森崎禮美」的家一事心中動搖。
第二章
- 小杉 浩一（Kosugi Kouichi）

體育自由撰稿人，本案的嫌疑人。對女人沒辦法的他卻迷上了被害的女性，想與之交往。但是他接近被害者卻是別有用心。
- 長井 清美（Nagai Kiyomi）

死者。俱樂部「Tatoo」的女公關。細谷忠夫的外遇對象。對小杉糾纏要和自己交往一事非常厭惡。興趣是攝影，拍下了一張「幸運照片」。喜歡穿檸檬黃的套裝。
- 細谷 忠夫（Hosotani Tadao）

公司職員，幽靈的目擊者。小杉的朋友，暗中與清美交往，案發當日曾和清美約會。本想將和清美交往一事告訴小杉，因對方不在而留下了電話錄音。
- 山下 恒彥（Yamashita Tsunehiko）

無業，小杉和細谷的朋友。受小杉拜託替他看門和照顧貓，因為無聊於是叫上細谷一起看門。對清美的事毫不知情。
- 織田 不二子（Orita Fujiko）

俱樂部「Tatoo」的女公關，清美的朋友，「自殺案」的首位發現者。
- 金澤 賴子（Kanesawa Yoriko）

滑冰訓練場的教練。因體育取材經常和小杉見面。她手中掌握著案件的關鍵。
第三章
- 神崎 俊之（Kanzaki Toshiyuki）

失踪的男人，在一家保健器械公司做服務工程師，經常上敬老院做器械維修。某日離開了八王子的敬老院後就失去踪影。
- 神崎 彌生（Kanzaki Yayoi）

俊之的妻子，想找出丈夫究竟在哪裡，但警察因無法立案不予協助，所以自己採取了魯莽的行動。很早以前就對高野家產生懷疑，草薙稱她擁有「理論性的直覺」。
- 高野 秀（Takano Hide）

已過世的老婆婆。生前受俊之照顧，俊之失踪當日因心臟麻痺而死。擁有從丈夫那裡繼承下來的巨額財產。
- 高野 昌明（Takano Masaaki）

高野秀的侄子。和妻子還有另外一對夫婦住在高野家，無業，欠著一屁股債。
- 近藤（Kondou）

和高野夫婦同住在高野家的男人，對高野秀稱是高野夫婦的朋友，柔道二段。
第四章
- 矢島 忠昭（Yajima Tadaaki）

「矢島工業」的社長，過去曾接到很多訂單，但如今因業績惡化令工場瀕臨倒閉。為挽救家人和職員們，他策劃了一個賭上性命的計劃。
- 矢島 貴子（Yajima Takako）

忠昭的妻子，夫婦倆白手起家建立起工廠。不聽丈夫忠告外出購物，因此被警察當成嫌疑人調查。
- 矢島 秋穗（Yajima Akiho）

忠昭的女兒，「鬼火」的目擊者。
- 坂井 善之（Sakai Yoshiyuki）

「矢島工業」最老資格的員工，很了解矢島夫婦發家的辛酸。
- 鈴木 和郎（Suzuki Kazurou）

「矢島工業」的年輕員工。
- 田中 次郎（Tanaka Jirou）

「矢島工業」的年輕員工。
第五章
- 瀨戶 富由子（Seto Fuyuko）

自殺者，廣告代理公司的職員。表面上是個典型的職業女性，但在戀愛方面卻是個什麼都敢做的魔女。手中握有連不倫戀對象都不知道的秘密。
- 菅原 直樹（Sugahara Naoki）

某企業的宣傳部職員，目擊富由子自殺。厭倦和妻子的生活的他和富由子相識後，發展出婚外情。
- 菅原 靜子（Sugahara Shizuko）

直樹的妻子，盡職地做一個稱職的家庭主婦，感覺到丈夫有婚外情。
- 峰村 英和（Minemura Hidekazu）

直樹大學的學弟，和直樹在同一間公司工作。負責產品開發，是「ER流體」的專家。
- 飯塚 朋子（Iizuka Tomoko）

住在菅原夫婦隔壁的女人，但彼此幾乎沒有說過話。
- 預知少女

朋子的女兒，兩天前就預知了富由子的自殺。天生體弱，很小的事都可能誘使她發病。喜歡將夢境和現實混在一起告訴別人。

## 出版書籍
| 出版社         | 出版日期      | 格式   | 頁數  | ISBN                   | 譯者   |
| -------------- | ------------- | ------ | ----- | ---------------------- | ------ |
| 文藝春秋       | 2000年6月     | 單行本 | 238頁 | ISBN 978-4-16-319290-1 | 不適用 |
| 文藝春秋       | 2003年8月10日 | 文庫本 | 270頁 | ISBN 978-4-16-711008-6 | 不適用 |
| 獨步文化       | 2007年5月11日 | 平裝書 | 256頁 | ISBN 978-986-695-465-8 | 杜信彰 |
| 南海出版社     | 2007年11月    | 平裝書 | 220頁 | ISBN 9787-544-32182-2  | 趙博   |
| 朝鮮 (地區)    | 2009年4月1日  | 平裝書 | 292頁 | ISBN 978-899-098231-5  |        |
| 化學工業出版社 | 2013年1月     | 平裝書 | 264頁 | ISBN 978-712-215384-5  | 袁斌   |
| 化學工業出版社 | 2013年5月     | 平裝書 | 221頁 | ISBN 978-712-216789-7  | 陸章敏 |
| 獨步文化       | 2014年5月2日  | 平裝書 | 256頁 | ISBN 978-986-604-382-6 | 杜信彰 |

## 電視劇
《神探伽利略》以本小說為改編基礎的2007年電視劇。

## 外部連結
- （日語）『予知夢』（東野 圭吾・著）- 文藝春秋
- （繁體中文）獨步文化試讀：東野圭吾《預知夢》 （页面存档备份，存于）
- [1]